# Rezi Kató Gábor
Rezi Kató Gábor (Budapest, 1963. július 5. – 2022. december 7.) régész, a Magyar Nemzeti Múzeum általános főigazgató-helyettese, az MNM Esztergomi Vármúzeum igazgatója.

## Élete
Az Eötvös Loránd Tudományegyetem régészet-történelem szakán végzett. A Természettudományi Karon programozó matematikus diplomát szerzett, majd a Debreceni Egyetem Vezetőképző Intézetében közszolgálati menedzsment szakot végzett.
1985-ben még egyetemi hallgatóként szakmai ösztöndíjat kapott a Magyar Nemzeti Múzeumtól, ahol muzeológiai gyakorlatát is töltötte, majd 1987-től a MNM munkatársa lett. 1992-ig a Régészeti Adattár programozója, majd 1998-ig a Régészeti Osztály régész-muzeológusa volt. 1998-2000 között a Központi Adattár és Informatikai Főosztály vezetője, majd 2000-2012 között a múzeum főigazgató-helyettese. 2012-től a Magyar Nemzeti Múzeum Balassa Bálint Múzeuma és a Magyar Nemzeti Múzeum Esztergomi Vármúzeuma igazgatója lett, 2018-tól pedig a Magyar Nemzeti Múzeum általános főigazgató-helyettese volt.
Részt vett a Budapest-Bécsi úti, a százhalombattai, a süttői, a herceghalmi, a pátyi, az öcsödi, a tiszalúci feltárásokon, de ásott Svájcban is. Később az M1 autópálya, Zalaszentgrót-Csáford, Aggtelek–Baradla-barlang, illetve a Szögliget–Hosszú-tetői-barlang lelőhelyeken végzett ásatást. Elsősorban az újkőkor és rézkor kutatásával, a régészeti matematikai-statisztikai programok, elemzési módszerek fejlesztésével foglalkozott. Részt vett a múzeumi digitalizálásokban, adatbázisok, digitális rendszerek, kiadványok és kiállítások létrehozásában.
A MNM 2005-től bevezetett minőségirányítási rendszerének vezetőjeként és főigazgató-helyettesként is több nagyszabású beruházási projektben – Esztergomi várrekonstrukció, Malenkij Robot Emlékhely, Múzeumkert, Campona limes központ, Vértesszőlősi bemutatóhely – vállalt irányító szerepet.
2006-tól a Magyar Régész Szövetség alapító tagja. 1988-tól tagja, 1992–1997 között pedig titkára volt a Magyar Régészeti és Művészettörténeti Társulatnak. 1997-1998-ban a Neumann János Multimédia Központ és Digitális Könyvtár Tanácsadói Testületének tagja, 1998–2002 között a Neumann János Számítógéptudományi Társulat Közgyűjteményi Szakosztályának alelnöke, 1999–2002 között az Országos Tudományos Kutatási Alap (OTKA) Régészeti Zsűrijének tagja. 2000-2012 között a Régészeti Kutatások Magyarországon sorozat szerkesztőbizottságának elnöke. 2001-2008 között a Múzeumi Informatikai Szakfelügyelet vezető szakfelügyelője, 2009-2012 között a Múzeumi Digitalizálási Bizottság elnöke. 2013-2014 között a Magyarországi Történelmi Várak Egyesületének alelnöke.

## Elismerései
- 2022 A Magyar Érdemrend lovagkeresztje polgári tagozat